# نظریه پی باکینگهام
این قضیه را برای اولین بار پی باکینگهام در سال ۱۹۱۴ پیشنهاد کرد. نام پای از نماد ریاضی π به معنای حاصلضرب متغیرها گرفته شده‌است. گروه‌های بی بعد یافته شده توسط این روش حاصلضرب‌هایی توانی هستند. در این روش می‌توان πها را بدون اجبار به تعریف جداگانه آنها، سلسله وار پیدا کرد.
این قضیه شامل دو بخش است:
۱) بخش اول بیانگر کاهش مورد انتظار در تعداد متغیرهاست:
اگر یک تحول فیزیکی اصل همگنی ابعادی را برآورده کند و شامل nمتغیر ابعادی باشد، می‌توان آن رابه یک
رابطه بین تنهاr یا π متغیر بی بعد کاهش داد. کاهش p=n-r، معادل حداکثر تعداد متغیرهایی است که
بین خود π تشکیل نمی‌دهند و همیشه کمتر یا مساوی تعداد ابعاد بیان کننده متغیرها خواهد بود.

## ۲) بخش دوم قضیه، چگونگی یافتن همزمان πها را نشان می‌دهد
کاهش میزان p را بیابید، آنگاه p متغیر را بگونه‌ای انتخاب کنید که π حاصل از آنها بین خودشان
یکسان نباشد. در هر گروه π دلخواه، باید حاصلضرب توانی این p متغیر بعلاوه یک متغیر اضافی با هر توان
مناسب غیر صفر باشد؛ بنابراین، هر گروه π یافت شده مستقل خواهد بود.
با یک مثال نحوهٔ استفاده از این روش را واضحتر می‌کنیم:
فرض کنید در آزمایشی نیروی F، تابعی از چگالی، ویسکزیته، طول و سرعت باشد. داریم:
حال ماتریس ابعادی را تشکیل می‌دهیم:
حال می‌دانیم که r=۳ متغیر تکرار شونده داریم. این متغیرها را باید طوری انتخاب کنیم که در ماتریس ابعادی سه در سه آنها هیچ سطری صفر نباشد. در اینجا سه متغیر ρ، L, V را انتخاب می‌کنیم. ابتدا µ، ρ، L, V را در نظر گرفته و می‌نویسیم:
حال F، ρ، L, V را در نظر می‌گریم و می‌نویسیم:
حال می‌توان نوشت: